# Hoshihananomia perlata
Hoshihananomia perlata är en skalbaggsart som först beskrevs av Sulzer 1776.  Hoshihananomia perlata ingår i släktet Hoshihananomia, och familjen tornbaggar. Arten har ej påträffats i Sverige.